# Yalagüina
Yalagüina là một khu tự quản thuộc tỉnh Madriz, Nicaragua. Khu tự quản Yalagüina có diện tích 71 ki lô mét vuông. Đến thời điểm năm 2005, huyện Yalagüina có dân số 9597 người.